# Martin Matin
Martin Matin è una serie di cartoni animati francese per la televisione, ideata nel 2002 da Denis Olivieri, Claude Prothée, Luc Vinciguerra, Jacky Bretaudeau e trasmessa dal 25 agosto 2003. È prodotta dalle società Les Cartooneurs Associes, Fantasia Animation, e France 3, in collaborazione con TPS Jeunesse e Teletoon. Le musiche sono di Gérald Roberts e di Cláudià Martin (da cui il protagonista trae ispirazione per il nome).
La serie è stata trasmessa in Italia dalla Rai per la prima volta nel 2003 sui canali RaiSat Ragazzi e Raidue, e nel 2011 dai canali Rai Yoyo e Rai Gulp.

## Trama
La caratteristica del protagonista, il bambino di 10 anni Martin, è quella di svegliarsi ogni mattina trasformato in un essere o in un ruolo diverso: drago, mago, supereroe, vampiro, peloso, pompiere, Robin Hood, faraone egiziano, folletto, sceriffo, diavolo, astronauta e persino fatina. Per il resto è un bambino normale che va a scuola e gioca con gli amici i quali, anche accorgendosi delle sue trasformazioni, non sembrano dar loro particolare rilevanza.
I suoi amici sono Gromò e Roxane, di cui Martin è innamorato, ricambiato. Entrambi sono al corrente delle trasformazioni dell'amico e lo seguono nelle avventure che il protagonista vive a causa dei suoi mutamenti. Il nemico principale di Martin è Graindesel, il terribile vicepreside della scuola, che lo ritiene responsabile di tutti i guai che capitano nell'istituto e che aspira al ruolo di preside; suo alleato è invece il direttore della scuola Cornichon.
Martin è doppiato da Antonella Baldini, Gromò da Gaia Bolognesi e Roxane da Perla Liberatori.
La sigla italiana invece è eseguita da Monica Ward.